# Isla de Batanta
La isla de Batanta (en indonesio: Pulau Batanta) es una pequeña isla montañosa de Indonesia, una de las cuatro mayores del grupo de islas Raja Ampat. Administrativamente, pertenece a la provincia de Papúa Occidental. El estrecho de Dampier la separa de la isla mayor del grupo, Waigeo. Las otras islas mayores, localizadas al sur, son  Salawati y Misool
Tiene una superficie total de 453 km².

## Fauna
- Cicinnurus respublica
- Varanus macraei

- Datos: Q810729